# Abadia
|  | Per a altres significats, vegeu «Abadia (desambiguació)». |

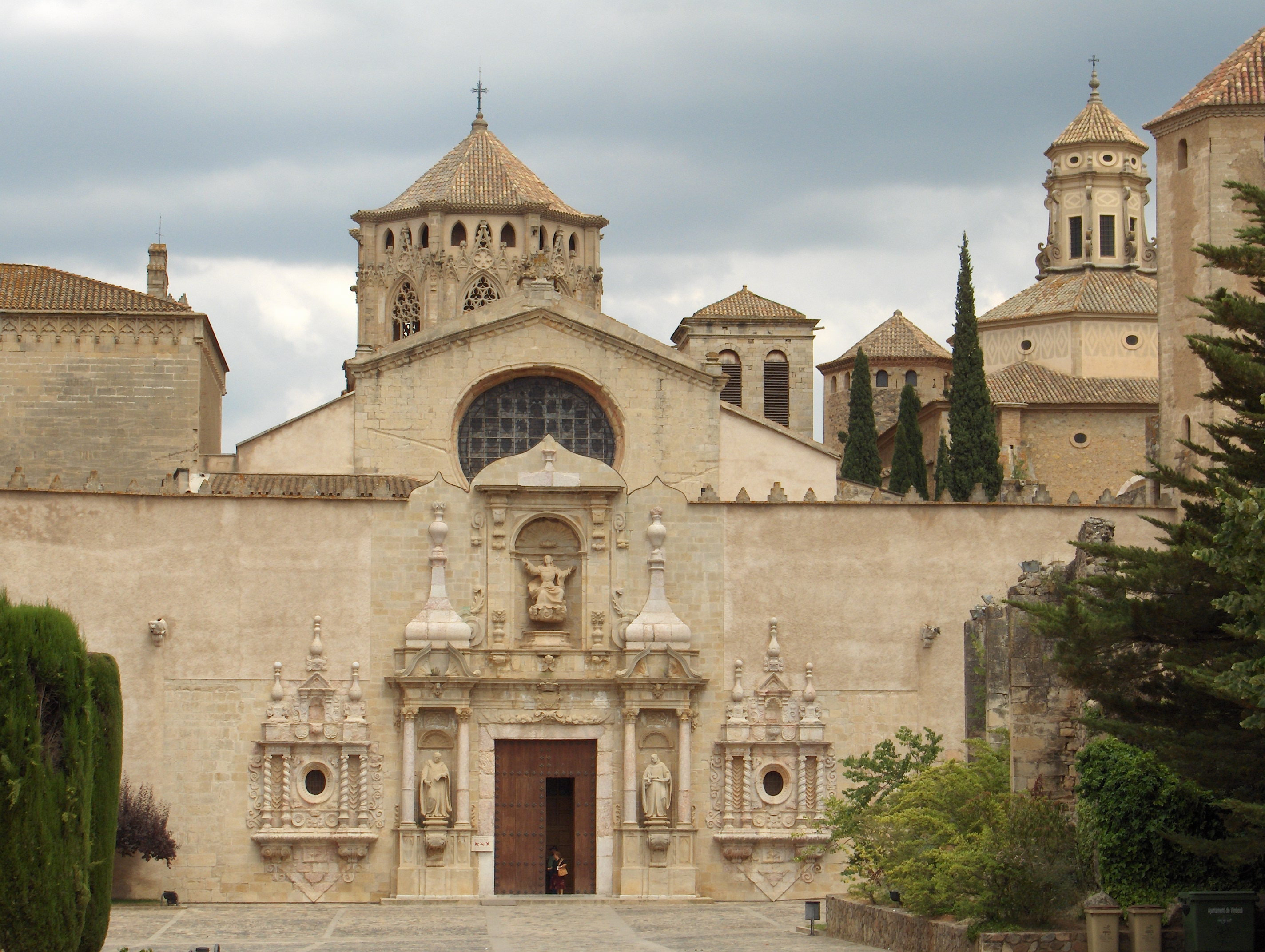
El Monestir de Poblet

Una abadia (del llatí abbatia, que deriva del siríac abba, que vol dir "pare") és un monestir cristià amb territori propi, governat per un abat o abadessa, que és el pare o mare espiritual de la comunitat, i que s'elegeix per un determinat nombre d'anys o per tota la vida. Per tal que un monestir es regeixi per un abat i tingui categoria d'abadia, cal que es compongui d'un mínim de quinze monjos amb els vots solemnes fets. En bona part de la Catalunya occidental l'abadia és la casa on viu el rector; és a dir, la rectoria de la Catalunya oriental.